# Na żywo
Na żywo – wrażenie obserwatora, że dane zdarzenie odbywa się w tej samej chwili, w której odbierane są bodźce pod wpływem tego zdarzenia (dokonywane jest spostrzeżenie). Rzecz na żywo trwa „teraz”, na bieżąco, równocześnie, równolegle.
Najczęściej zwrotem na żywo określa się fakt transmisji audycji radiowej lub programu telewizyjnego (np. koncertu, wywiadu, relacji z miejsca innego zdarzenia), ale może również dotyczyć transmisji sygnału w Internecie. Sygnał może być nadawany (dosłownie) w czasie rzeczywistym bądź z wykorzystaniem pętli opóźniającej.
Określeniem na żywo nazywa się także albumy muzyczne zawierające nagrania zarejestrowane podczas koncertu z publicznością (zob. album koncertowy), podczas gdy większość albumów nagrywana jest w studiu bez obecności (późniejszych) słuchaczy płyty.